# Zeche Kandanghauer
Die Zeche Kandanghauer im heutigen Essener Stadtteil Burgaltendorf ist ein ehemaliges Steinkohlenbergwerk. Es war auch unter dem Namen Zeche Kardanghauer bekannt und nur etwa 27 Jahre in Betrieb. Die Zeche Kandanghauer gehörte zu den Gründungsmitgliedern des Vereins für Bergbauliche Interessen.

## Geschichte

### Die Anfänge
Im Jahr 1840 wurde Stollenbau betrieben, es wurde ein Kohlenmagazin angelegt. In den Jahren 1850 bis 1854 war das Bergwerk in Betrieb. Am 1. Dezember des Jahres 1854 wurde ein Geviertfeld verliehen. Im darauffolgenden Jahr ging man über zum Tiefbau. Es wurde begonnen, einen seigeren Schacht zu teufen. Der Schacht wurde Schacht Wilhelm genannt, der Schachtansatzpunkt befand sich östlich der Dumberger Straße. Im selben Jahr wurde begonnen, ein Gebäude für eine kombinierte Förder-/Wasserhaltungsmaschine zu errichten. Im Jahr 1856 wurden die Teufarbeiten weiter fortgeführt. Das Bergwerk gehörte zu dieser Zeit zum Bergrevier Altendorf. Im Jahr 1857 wurde bei einer Teufe von 73 Metern (+11 m NN) die 1. Sohle angesetzt. Im Jahr 1858 wurde bei einer Teufe von 109 Metern (−25 m NN) eine Zwischensohle angesetzt. Die Wasserzuflüsse bei den Teufarbeiten lagen bei 1 1/2 Kubikfuß pro Minute. In diesem Jahr waren 50 Bergleute auf der Zeche angelegt. Es wurde geplant, unterhalb der Wettersohle eine Mittelsohle aufzufahren. Über diese Mittelsohle wollte man das 80 Zoll mächtige Flöz No. 1 aufschließen.

### Die weiteren Jahre
Im Jahr 1859 erreichte der seigere Schacht eine Teufe von 74 3/4 Lachtern. Bei den Teufarbeiten wurde eine Störung durchörtert, dabei wurde das Flöz No. 1 um 10 Lachter tiefer angetroffen, als normal zu erwarten war. Die Wasserzuflüsse stiegen in diesem Jahr auf zehn Kubikfuß pro Minute an. Im selben Jahr wurde mit der Förderung begonnen. Außerdem wurden in diesem Jahr auf der Wettersohle und der Mittelsohle die südliche Mulde der Zeche Altendorf gelöst. Im Jahr 1860 wurde der Schacht bis zu einer Teufe von 87 Lachtern tiefer geteuft. Noch im selben Jahr wurde die 2. Sohle bei einer Teufe von 149 Metern (−65 m NN), angesetzt. Außerdem wurde im selben Jahr auf der ersten Tiefbausohle mit der Auffahrung des nördlichen Querschlags begonnen. Der Querschlag diente der Lösung der südlichen Altendorfer Mulde und erreichte im Laufe des Jahres das Flöz No. 2, das eine Mächtigkeit von 18 Einheit hatte. Der nördliche Wetterquerschlag wurde bis zum Flöz No. 3 aufgefahren.
Im Jahr darauf erreichte der Schacht eine Teufe von 101 3/8 Lachtern. Mit dem nördlichen Querschlag wurde das Flöz No. 2 1/2 durchfahren. Das Flöz hatte eine Mächtigkeit von 17 Zoll, davon waren sieben Zoll Kohle und zehn Zoll Kohleneisenstein. Das Flöz hatte ein nördliches Einfallen von 71,5 Gon. Außerdem wurde in diesem Jahr der nördliche Wetterquerschlag in der südlichen Altendorfer Mulde weiter aufgefahren. Mit diesem Querschlag wurden die Flöze No. 3, No. 3 Nebenflöz und No. 4 gelöst. Im Jahr 1862 wurde im Schacht Wilhelm bei einer Teufe von 101 Lachtern die zweite Bausohle angesetzt. Anschließend wurde der Schacht tiefer geteuft. Die Teufarbeiten mussten zweimal unterbrochen werden, Grund hierfür war jedes Mal ein Maschinenbruch. Bis zum Jahresende wurde der Schacht Wilhelm bis auf eine Teufe von 117 Lachtern geteuft. Damit es zu keinen weiteren Betriebsstörungen bei den Teufarbeiten kommen konnte, wurde eine Wasserhaltungsmaschine mit einer Leistung von 200 PS gekauft. Auch Untertage schritten die Arbeiten weiter voran. Auf der ersten Sohle wurde der Hauptlösungsquerschlag nach Norden um 60 7/8 Lachter weiter aufgefahren. Bei der Auffahrung wurden in der südlichen Altendorfer Mulde das Flöz No. 3 und das Flöz No. 3. Nebenflöz durchfahren. Die Gewerken von Kandanghauer beabsichtigten, ihre Berechtsame von der Zeche Brüderschaft lösen zu lassen. Somit wurde noch im selben Jahr mit der Zeche Brüderschaft ein Lösungsvertrag geschlossen.

### Die letzten Jahre
Im Jahr 1863 wurde bei einer Teufe von 269 Metern (−186 m NN) die 3. Sohle angesetzt. Zusätzlich wurde auf dieser Sohle der Hauptausrichtungsquerschlag angesetzt und 7,5 Lachter aufgefahren. Der Hauptquerschlag auf der zweiten Bausohle wurde über eine Distanz von 20 Lachtern in sehr festem Sandstein aufgefahren. Im selben Jahr wurde die Markscheide der Zeche Vereinigte Brüderschaft erreicht. Außerdem wurde in diesem Jahr auf der ersten Bausohle ein Querschlag zur Lösung des Flözes No. 4 begonnen. Der Querschlag wurde im Flöz No. 3 Nebenflöz, 50 Lachter westlich des Hauptquerschlags, angesetzt. Im Jahr 1865 wurden auf der Zeche Kandanghauer erste Versuche mit einer Druckluftbohrmaschine durchgeführt. Allerdings gab es bis zum Jahresende noch keine erfolgversprechenden Resultate. Im Jahr 1866 war die Zeche nachweislich in Betrieb, ging jedoch im darauffolgenden Jahr außer Betrieb. Anschließend wurde die Zeche Kandanghauer von der Zeche Altendorf Tiefbau übernommen.

## Zustand heute
Heute ist vom Schacht Wilhelm noch die Schachtabdeckung vorhanden. Der ehemalige Schacht Wilhelm in Essen-Burgaltendorf an der Straße Haverkamp befindet sich in einem Waldstück, rings um den Schacht befindet sich ein Zaun.